# Liste der Bodendenkmäler in Dietenhofen
Auf dieser Seite sind die Bodendenkmäler in dem mittelfränkischen Markt Dietenhofen zusammengestellt. Diese Tabelle ist eine Teilliste der Liste der Bodendenkmäler in Bayern. Grundlage ist die Bayerische Denkmalliste, die auf Basis des Bayerischen Denkmalschutzgesetzes vom 1. Oktober 1973 erstmals erstellt wurde und seither durch das Bayerische Landesamt für Denkmalpflege geführt wird. Die folgenden Angaben ersetzen nicht die rechtsverbindliche Auskunft der Denkmalschutzbehörde.

## Bodendenkmäler in Dietenhofen
| Lage       | Objekt | Akten-Nr.     | Bild |
| ---------- | --- | ------------- | ---- |
| (Standort) | Mittelalterliche und frühneuzeitliche Wasserburg. | D-5-6529-0082 |      |
| (Standort) | Freilandstation des Mesolithikums und Siedlung vorgeschichtlicher Zeitstellung.                                                                                 | D-5-6529-0097 |      |
| (Standort) | Freilandstation des Spätpaläolithikums und des Mesolithikums.                                                                                                   | D-5-6529-0100 |      |
| (Standort) | Siedlung der Steinzeiten. | D-5-6529-0101 |      |
| (Standort) | Mittelalterlicher Burgstall und Siedlung vor- und frühgeschichtlicher Zeitstellung.                                                                             | D-5-6529-0110 |      |
| (Standort) | Karolingisch-ottonisches Gräberfeld. | D-5-6529-0111 |      |
| (Standort) | Mittelalterliche und frühneuzeitliche Befunde im Bereich der Evang.-Luth. Filialkirche                                                                          | D-5-6529-0139 |      |
| (Standort) | Grabhügel vorgeschichtlicher Zeitstellung. | D-5-6530-0089 |      |
| (Standort) | Mittelalterliche und frühneuzeitliche Befunde im Bereich der Evang.-Luth. Pfarrkirche                                                                           | D-5-6530-0145 |      |
| (Standort) | Mittelalterlicher Burgstall, frühneuzeitliches Schloss (ehem. Leonrodsches Amtshaus).                                                                           | D-5-6530-0146 |      |
| (Standort) | Mittelalterliche und frühneuzeitliche Befunde im Bereich der Evang.-Luth. Pfarrkirche,                                                                          | D-5-6530-0151 |      |
| (Standort) | Grabhügel vorgeschichtlicher Zeitstellung. | D-5-6629-0104 |      |
| (Standort) | Mittelalterliche und frühneuzeitliche Befunde im Bereich der ehemaligen St. Pankratius                                                                          | D-5-6630-0116 |      |
| (Standort) | Mittelalterlicher Turmhügel. | D-5-6630-0118 |      |
| (Standort) | Bestattungsplatz mit Grabhügeln der Hallstattzeit, Grabhügelrekonstruktion des frühen 19. Jahrhunderts                                                          | D-5-6630-0119 |      |
| (Standort) | Grabhügel vorgeschichtlicher Zeitstellung. | D-5-6630-0120 |      |
| (Standort) | Siedlung der Steinzeiten. | D-5-6630-0155 |      |
| (Standort) | Grabhügel vorgeschichtlicher Zeitstellung. | D-5-6630-0156 |      |
| (Standort) | Ehemalige mittelalterliche und frühneuzeitliche Klosterzelle Münchzell.                                                                                         | D-5-6630-0158 |      |
| (Standort) | Mittelalterliche und frühneuzeitliche Befunde im Bereich der evangelisch-lutherischen Pfarrkirche St. Martin, Friedhof des Mittelalters und der frühen Neuzeit. | D-5-6630-0160 |      |
| (Standort) | Mittelalterliche und frühneuzeitliche Befunde im Bereich der Evang.-Luth. Filialkirche                                                                          | D-5-6630-0162 |      |
| (Standort) | Grabhügel der Bronze-, Urnenfelder-, Hallstatt- und Latènezeit.                                                                                                 | D-5-6630-0163 |      |